# Jerzy Kędziora (funkcjonariusz)
Jerzy Kędziora (ur. 5 kwietnia 1925 w Ostrowcu Świętokrzyskim) – polski funkcjonariusz służb bezpieczeństwa, określany jako jeden z najbardziej okrutnych oficerów śledczych, zbrodniarz stalinowski.
Urodził się w rodzinie rzemieślniczej Daniela Kędziory i Lucyny z domu Gajewskiej. Ojciec, szewc, od 1933 r. był w KPP jako członek zarządu dzielnicowego i sekretarz Międzynarodowej Organizacji Pomocy Rewolucjonistom. W II Rzeczypospolitej został skazany za działalność w KPP. W czasie wojny w Związku Patriotów Polskich w Gruzji. Po 1945 r. w PPR. Matka była krawcową. Po wojnie awansowała na pracownicę Wydziału ds. Kultury i Oświaty MBP.
Do szkoły podstawowej uczęszczał w Ostrowcu. Skończył ją w 1939 r. W trakcie nauki był aktywnym członkiem ZHP, zastępowym.
Po wybuchu wojny, w 1939, rodzina uciekła do Lwowa. Tam, dzięki koledze ojca z przedwojennego procesu działaczy komunistycznych, Henrykowi Grochulskiemu, został uczniem 23. Szkoły Polskiej. Ukończył trzy klasy gimnazjum. Otrzymał obywatelstwo sowieckie i podjął współpracę z sowieckimi służbami specjalnymi.
Po przeniesieniu do Warszawy skończył pierwszą klasę szkoły handlowej. Do konspiracji wstąpił pod koniec 1942 r. Razem z m.in. Zofią Strzelecką i Stanisławą Sowińską należał do grupy specjalnej prowadzonej przez Jerzego Fonkowicza. Od czerwca 1943 r. służył w Gwardii Ludowej jako ps. „Stefan”. Później, do stycznia 1945 r., w Armii Ludowej jako ps. „Francuz”. Według opinii świadków był mało aktywny.
W 1945 r. zgłosił się do Komitetu Wojewódzkiego PPR w Warszawie, do Zofii Strzeleckiej, będącej personalną w Miejskim Urzędzie Bezpieczeństwa.
Współpracownikiem MBP został w lutym 1945 r., a pracownikiem w maju tego roku. Do grudnia 1947 r. brał udział w walce z żołnierzami podziemia antykomunistycznego. W drugiej połowie lat 40. dwukrotnie odznaczony Srebrnym Krzyżem Zasługi. Po ukończeniu dwuletniej Szkoły Komitetu ds. Bezpieczeństwa Publicznego w Łodzi, którą ukończył z wyróżnieniem, w stopniu podporucznika został oddelegowany do Warszawy, najpierw do Wydziału, a potem Departamentu Śledczego Urzędu Bezpieczeństwa, przekształconego następnie w Ministerstwo Bezpieczeństwa Publicznego.
Kiedy Jan Mazurkiewicz „Radosław” i Jan Rzepecki podjęli akcję ujawniania, Kędziora został śledczym kierownictwa Delegatury Sił Zbrojnych i Zrzeszenia Wolność i Niezawisłość. Przesłuchiwał m.in.:
- Edwarda Bzymek-Strzałkowskiego[4] – szefa Brygad Wywiadowczych DSZ-WiN
- ppłk. Łukasza Cieplińskiego[1]
- mjr. Hieronima Dekutowskiego „Zaporę”[2]
- Mariana Gołębiewskiego[2]
- Władysława Jedlińskiego – oficera wywiadu AK, po wojnie kierownika sieci informacyjnej IV Zarządu Głównego WiN[2]
- Mieczysława Kawalca[1] z IV Zarządu WiN
- ppłk. Wincentego Kwiecińskiego[1]
- płk. Franciszka Niepokólczyckiego[1] – prezesa II Zarządu WiN
- Józefa Rybickiego[1] – szefa sztabu Komendy Głównej WiN,
- Wacława Sikorskiego[5]

Oprócz pracy w Areszcie Śledczym na Mokotowie Jerzy Kędziora w wieku 23 lat został skierowany do powołanej latem 1948 r. tajnej komórki, Grupy Specjalnej MBP. Działała ona w tajnym więzieniu bezpieki, kryptonim „Spacer”, w Miedzeszynie pod Warszawą. Z czasem Grupa została przekształcona w X Departament, który zajmował się „oczyszczaniem” szeregów PZPR z agentów i prowokatorów.
W styczniu 1951 r. z wynikiem bardzo dobrym zdał egzamin MBP z zajęć politycznych. Z czasem doszedł do stanowiska kierownika sekcji śledczej.
W 1955 r. Kędziora został uczestnikiem Wyższego Kursu Przeszkolenia Oficerów Bezpieczeństwa.
W połowie 1955 r., na fali rozpoczynającej się „odwilży”, przełożeni wyciągnęli mu, że podczas przesłuchań ciężko pobił Wacława Dobrzyńskiego, podczas okupacji niemieckiej oficera Sztabu Głównego AL, po wojnie naczelnika wydziału w IV Departamencie MBP, w wyniku czego Dobrzyński zmarł. Na wniosek Józefa Różańskiego, swojego wcześniejszego protektora, Kędziora został przeniesiony do Departamentu Szkolenia MBP. Pretekstem było to, że zataił przynależność do Polskiego Związku Powstańczego. Z MBP został zwolniony 13 lipca 1955 r.
Za pobicie Dobrzyńskiego, 2 stycznia 1956 r. Sąd Wojewódzki dla m.st. Warszawy skazał go na trzy lata więzienia. W areszcie spędził tylko kilka miesięcy, gdyż sprawę ostatecznie zatuszowano.
Uzyskał wysoką, „resortową” emeryturę. Na początku XXI w. Urząd do Spraw Kombatantów i Osób Represjonowanych pozbawił go uprawnień kombatanckich.
Wszczęte w 2004 r. śledztwo Instytutu Pamięci Narodowej w sprawie Kędziory umorzono w lutym 2005 r. ze względu na śmierć jego ofiar.
Śledztwo wznowiono i w „styczniu 2012 roku w wieku 86 lat, został skazany na trzy lata więzienia za bicie więźniów gumą i żelazem owiniętym w ręcznik, przypalanie im włosów, zamykanie w karcerze, skuwanie na noc kajdankami, nakazywanie przysiadów, przyciskanie głowy do ściany, kopanie po nerkach, ubliżanie i grożenie – w celu zmuszenia ich do przyznania się do rzekomych win”.